# デキストラン 1,6-α-イソマルトトリオシダーゼ
デキストラン 1,6-α-イソマルトトリオシダーゼ(Dextran 1,6-alpha-isomaltotriosidase、EC 3.2.1.95)は、6-α-D-グルカン イソマルトトリオヒドロラーゼという系統名を持つ酵素であり、以下の化学反応を触媒する。
デキストランの(1->6)-α-D-グルコシド結合を加水分解し、鎖の非還元末端から連続するイソマルトトリオース単位を除去する。